# Aßlar
Aßlar é um município da Alemanha, situado no distrito de Lahn-Dill, no estado de Hesse. Tem 43,57 km² de área, e sua população em 2019 foi estimada em 13.682 habitantes.